# Aleksandr Bereznyak (cyclisme)
 (juin 2023).
Aleksandr Bereznyak, né le 5 novembre 2001, est un coureur cycliste russe.

## Biographie
En 2021, Aleksandr Bereznyak se classe sixième des Cinq anneaux de Moscou et septième du Grand Prix de Poggiana. Il participe également au Tour de l'Avenir et au championnat du monde espoirs, sous les couleurs de la sélection russe. L'année suivante, il s'impose sur diverses courses locales dans son pays natal. Il devient par ailleurs vice-champion de Russie du contre-la-montre espoirs. 
Au printemps 2023, il intègre une équipe continentale turque. Il s'illustre rapidement en terminant troisième du Tour de Sakarya, tout en ayant remporté le prologue. 

## Palmarès et résultats

### Palmarès par année
- 2022
  - 3e étape du Grand Prix de Sotchi
  - 2e du championnat de Russie du contre-la-montre espoirs
- 2023
  - Prologue du Tour de Sakarya
  - 2e du championnat de Russie sur route
  - 3e du Tour de Sakarya
- 2024
  - 1re étape du Tour du lac Poyang (contre-la-montre par équipes)

### Classements mondiaux
| Année           | 2021   |
| --------------- | ------ |
| UCI Europe Tour | 1 198e |